# Ji'an
Ji'an (chinês: 吉安, pinyin: Jí'ān) é uma prefeitura com nível de cidade na província de Jiangxi, na China.